# Línguas valirianas
As línguas valirianas formam uma família linguística ficcional presente na série televisiva Game of Thrones, que é uma adaptação da  obra literária As Crônicas de Gelo e Fogo escritas por  George R. R. Martin.
Nesses romances ficcionais, a língua Alto Valiriano e suas descendentes são muitas vezes mencionadas, mas não são apresentadas além de umas poucas palavras. Para a série televisiva o linguísta David J. Peterson criou a língua Valiriana com base em fragmentos presentes nos romances, bem como da língua derivada, o Valiriano Astapori.

## Alto valiriano
Nyke Daenerys Jelmāzmo hen Targārio Lentrot, hen Valyrio Uēpo ānogār iksan. Valyrio muño ēngos ñuhys issa. “Eu sou Daenerys Nascida da Tormenta da Casa Targaryen, do sangue da Antiga Valíria. Valiriano é minha língua materna.”

— Game of Thrones, season 3, episode 4
No mundo de A Song of Ice and Fire, o alto valiriano ocupa um nicho cultural similar àquele do latim na Europa Medieval.  Os romances informam que tal língua não é mais usada na conversação do dia-a-dia, mas como uma língua de aprendizado e cultura entre a nobreza de Essos e Westeros, havendo muita literatura e canções nesse idioma.

### Criação
Para criar a língua dothraki e as línguas valirianas a serem faladas em Game of Thrones, a HBO escolheu o linguísta David J. Peterson através de uma competição entre criadores de línguas artificiais (conlangs). Os produtores da série deram a Peterson toda a liberdade para desenvolver as línguas, pois de acordo como Peterson, o próprio George R. R. Martin não estava interessado em aspectos línguísticos de seus trabalhos. Os romances já publicados incluíam uma poucas palavras em valiriano, como por exemplo valar morghūlis ("todos os homens devem morrer"), valar dohaeris ("todos os homens devem servir"), dracarys ("fogo de dragão"). Para as obras posteriores à criação da língua, exemplo — The Winds of Winter — Peterson providenciou para Martin outras traduções em valiriano.
Peterson comentou que não foi uma feliz ideia de Martin a escolha da palavra dracarys para fogo de dragão por sua presumível intenção de buscar similaridade com o termo latino draco. Como a língua latina não existe no universo de A Song of Ice and Fire, Peterson preferiu tratar a similaridade como uma coincidência e criou uma raiz própria valiriana;  num termo próprio para dragão: zaldrīzes. As frases valar morghulis e valar dohaeris, por outro lado, se tornaram base para a criação da conjugação verbal do alto Valiriano .. Uma palavra, trēsy, que significa "filho", foi criada em homenagem ao 3000º seguidor de Peterson's no Twitter..
No início de junho de 2013 já havia 667 palavras valirianas criadas, com mais sendo adicionadas diariamente.

### Escrita
Peterson não criou ainda uma escrita para o Valiriano, mas comentou que imaginara algo semelhante ao sistema de hieróglifos do Egito antigo não no estilo, mas na sua funcionalidade. Os egípcios tinham um alfabeto com um sistema de base fonética e uma logografia usadas em conjunto.." no sétimo episódio da terceira temporada "[The Bear and the Maiden Fair", Talisa é mostrada escrevendo uma carta em Valiriano com o uso do alfabeto latino, pois, conforme Peterson, "não perece valer a pena criar um completo sistema de escrita para algo que é em última análise uma ideia descartável.".

### Fonologia
|              | Labial       | Coronal                | Palatal               | Velar                      | uvular                     | Glotal |
| ------------ | ------------ | ---------------------- | --------------------- | -------------------------- | -------------------------- | ------ |
| Oclusiva     | p [‌p], b [‌b] | t [‌t], d [‌d]           | j [‌dʒ, j, ʒ],a lj [‌ʎ] | k [‌k], g [‌ɡ]               | q [‌q]                      |        |
| Fricativas   | v [‌v, w]a    | s [‌s], z [‌z] (th [‌θ])b | j [‌dʒ, j, ʒ],a lj [‌ʎ] | gh [‌ɣ, ʁ̝]c (kh [‌x, ɣ, h])b | gh [‌ɣ, ʁ̝]c (kh [‌x, ɣ, h])b | h [‌h]  |
| Aproximantes | v [‌v, w]a    | r [‌r], rh [‌r̥], l [‌l]   | j [‌dʒ, j, ʒ],a lj [‌ʎ] |                            |                            |        |
| Nasais       | m [‌m]        | n [‌n, ŋ, ɴ]d           | ñ [‌ɲ]                 | n [‌n, ŋ, ɴ]d               | n [‌n, ŋ, ɴ]d               |        |

Notas:
1. ⟨v⟩ e ⟨j⟩ variariam entre aproximantes e fricativas dependendo do falante e do contexto.
2. ⟨th⟩ e ⟨kh⟩ não são nativas do Alto Valiriano mas estão presentes em palavras de origem externa, como da língua dothraki - arakh.
3. ⟨gh⟩ pode ser fortemente velar para alguns falantes ou fortemente uvular para os outros, a distinção não é fonêmica.
4. ⟨n⟩ é naturalmente assimilada no lugar de uma uvular ou velar que a siga, mas não há uma nasal separada uvular ou nasal.

|              | Anterior                                                                           | Central                                     | Posterior                                       |
| ------------ | ---------------------------------------------------------------------------------- | ------------------------------------------- | ----------------------------------------------- |
| Fechada/Alta | ī, i - vogal frontal fechada arredondada; ȳ, y - vogal frontal fechada arredondada |                                             | ū, u - vogal posterior fechada arredondada      |
| Média        | ē, e – vogal média frontal não arredondada                                         |                                             | ō, o – vogal posterior meio fechada arredondada |
| Aberta/Baixa |                                                                                    | ā, a – vogal aberta frontal não arredondada | ā, a – vogal aberta frontal não arredondada     |

Vogais com mácron sobre as messas  (ī, ȳ, ū, ē, ō, ā) são longas, se sustentam pelo dobro do tempo que as curtas. Em alta valiriano, algumas palavras se distinguem simplesmente comprimento de uma vogal. As vogais arredondadas ⟨ȳ⟩ e ⟨y⟩ podem não ser pronunciadas na forma moderna da língua por não nativos ou na forma de linguajar de mais prestígio. Essas vogais não sobreviveram nas línguas descentes do alto valiriano. Como consequência, o primeiro nome da  princesa Daenerys Targaryen pode ser geralmente pronunciado [dǝ.ˈnɜ.rɪs] por alguns personagens de Game of Thrones, enquanto que alto valiriano clássico seria mais algo como  [ˈdae.ne.ɾys], com um ditongo na primeira sílaba e uma vogal arredondada frontal fechada no final. As vogais longas também foram se perderam nas línguas derivadas. Na temporada III de “Game of Thrones”, ouve-se o Valiriano Astapori já sem as vogais longas.
A sílaba é tônica é a penúltima, a menos que essa tenha um “peso leve” e a antepenúltima seja de “peso pesado”, passando essa a assumir a tonicidade. Sendo uma língua fortemente flexionada, a ordem das palavras é bem flexível (característica perdida nas línguas derivadas), mas frases com cláusulas relativas apresentam a palavra mais importante da mesma no final.

### Gramática

#### Substantivos
São quatro os números gramaticais em Valiriano Alto: Singular, Plural, Paucal (alguns de um grupo), Coletivo (todos de um grupo). Exemplo: vala "homem" (sing.); vali "homens" (pl.); valun alguns homens" (pau.); valar "todos os homens" (col.). Um coletivo ainda pode ser modificado  em número flexionando. Exemplo: azantys "cavaleiro, soldador" (sing.) > azantyr "exército" (coll.); azantyr "exército" (sing.) > azantyri "exércitos (pl.).
Os substantivos têm oito casos: — Nominativo, Genitivo, Dativo, Acusativo, Locativo, Instrumental, Comitativo, Vocativo. Os casos Instrumental e Comitativo não são distintos em todas as declinações, nem há sempre distinções entre Genitivo, Dativo e Locativo no plural.
São quatro os gêneros gramaticais e esses não tem relação com sexo biológico. O nome dos gêneros Valirianos são:
hūrenkor qogror — "classe Lunar"
vēzenkor qogror — "classe Solar"
tegōñor qogror — "classe Terrestre"
embōñor qogror — "classe Aquática"
Substantivos  animados individualizáveis são geralmente da classe solar ou lunar, enquanto que os demais são geralmente terrestres ou aquáticos. Os nomes das classe se derivam dos próprios substantivos que são os protótipos de cada gênero. Peterson faz notar que os gêneros valirianos são inerentes mas mais previsíveis a partir da sua fonologia do que, por exemplo, em francês, com algumas derivação linguística das propriedades de gêneros )classes) das línguas bantas. As palavras que terminam em -a ou -ys tendem a ser lunares ou solares; comidas e plantas em gral terminam em -on são terrestres.
Conforme Peterson, "o que define a classe de declinação em Valiriano alto" pode ser percebido se prestar-se "muita atenção aos n´meris – Singular e Plural" e também notar "onde os casos são comparáveis e onde não são". Nas tabelas a seguir,, comparações entre casos adjacentes são aglutinadas numa mesma célula; em outros casos em que compartilham uma uma forma com outra declinação, a palavra é sublinhada.
|                     | 1ª declinação (Lunar: vala, "homem") | 1ª declinação (Lunar: vala, "homem") | 1ª declinação (Lunar: vala, "homem") | 1ª declinação (Lunar: vala, "homem") |                    | 2ª declinação (Solar: loktys, "marinheiro") | 2ª declinação (Solar: loktys, "marinheiro") | 2ª declinação (Solar: loktys, "marinheiro") | 2ª declinação (Solar: loktys, "marinheiro") |  |
| Singular            | Plural                               | Paucal                               | Coletivo                             | Singular                             | Plural             | Paucal                                      | Coletivo                                    |                                             |                                             |  |
| Nominativo          | vala                                 | vali                                 | valun                                | valar                                | loktys             | loktyssy                                    | loktyn                                      | loktyr                                      | Nominativo                                  |  |
| Acusativo           | vale                                 | valī                                 | valuni                               | valari                               | lokti              | loktī                                       | loktyni                                     | loktyri                                     | Acusativo                                   |  |
| Genitivo            | valo                                 | valoti                               | valuno                               | valaro                               | lokto              | loktoti                                     | loktyno                                     | loktyro                                     | Genitivo                                    |  |
| Dativo              | valot                                | valoti                               | valunta                              | valarta                              | loktot             | loktoti                                     | loktynty                                    | loktyrty                                    | Dativo                                      |  |
| Locativo            | valā                                 | valoti                               | valunna                              | valarra                              | loktȳ              | loktī                                       | loktynny                                    | loktyrry                                    | Locativo                                    |  |
| Instrumental        | valosa                               | valossi                              | valussa                              | valarza                              | loktomy            | loktommi                                    | loktyssy                                    | loktyrzy                                    | Instrumental                                |  |
| Comitativo          | valoma                               | valommi                              | valumma                              | valarma                              | loktomy            | loktommi                                    | loktymmy                                    | loktyrmy                                    | Comitativo                                  |  |
| Vocativo            | valus                                | valis                                | valussa                              | valarza                              | loktys             | loktyssys                                   | loktyssy                                    | loktyrzy                                    | Vocativo                                    |  |
|                     | Singular                             | Plural                               | Paucal                               | Coletivo                             | Singular           | Plural                                      | Paucal                                      | Coletivo                                    |                                             |  |
| Primeira declinação | Primeira declinação                  | Primeira declinação                  | Primeira declinação                  | Segunda declinação                   | Segunda declinação | Segunda declinação                          | Segunda declinação                          |                                             |                                             |  |

#### Verbos
Enquanto os substantivos têm quatro números gramaticais, as declinações de caso dos verbos somente variam em singular e plural; paucais seguem a concordância do plural e coletivos seguem o singular. Há dois paradigmas para os verbos, aqueles nos quais a raiz termina em consoante e aqueles com raiz terminando em vogal; As tabelas a seguir mostram exemplos nos três tempos na voz ativa. É possível saber qual paradigma está em uso através da primeira pessoa do plural no modo indicativo. is in use from the Primeira person Plural indicative — raízes Consoantes terminam sempre em -i, enquanto que raízes Vogais terminam -ī (longo). Verbos que terminam em vogal seguem um padrão no qual essa vogal do final da raiz pode mudar — -a e -i não variam, -e se torna -i, mas -o e  -u ambos se tornam -v.pessoa Raízes verbais nunca terminam em ditongo ou em vogal longa.
|                 | Presente               | Presente               | Presente        | Presente        |                 | Perfeito        | Perfeito        | Perfeito        | Perfeito        |                 | Imperfeito      | Imperfeito  | Imperfeito | Imperfeito |
| Modo Indicativo | Modo Indicativo        | Modo Subjuntivo        | Modo Subjuntivo | Modo Indicativo | Modo Indicativo | Modo Subjuntivo | Modo Subjuntivo | Modo Indicativo | Modo Indicativo | Modo Subjuntivo | Modo Subjuntivo |             |            |            |
| Singular        | Plural                 | Singular               | Plural          | Singular        | Plural          | Singular        | Plural          | Singular        | Plural          | Singular        | Plural          |             |            |            |
| Primeira pessoa | manaeran               | manaeri                | manaeron        | manaeroty       | manaertan       | manaerti        | manaerton       | manaertoty      | manaerilen      | manaerilin      | manaerilon      | manaeriloty |            |            |
| Segunda pessoa  | manaerā                | manaerāt               | manaerō         | manaerōt        | manaertā        | manaertāt       | manaertō        | manaertōt       | manaerilē       | manaerilēt      | manaerilō       | manaerilōt  |            |            |
| Terceira pessoa | manaerza               | manaerzi               | manaeros        | manaerosy       | manaertas       | manaertis       | manaertos       | manertosy       | manaeriles      | manaerilis      | manaerilos      | manaerilosy |            |            |
| Modo imperativo | manaerās               | manaerātās             |                 |                 |                 |                 |                 |                 |                 |                 |                 |             |            |            |
| Infinitivo      | manaeragon             | manaeragon             |                 |                 | manaertagon     | manaertagon     |                 |                 |                 |                 |                 |             |            |            |
| Particípio      | manaerare, manaerarior | manaerare, manaerarior |                 |                 |                 |                 |                 |                 |                 |                 |                 |             |            |            |

|                 | Presente         | Presente         | Presente        | Presente        |                 | Perfeito        | Perfeito        | Perfeito        | Perfeito        |                 | Imperfeito      | Imperfeito | Imperfeito | Imperfeito |
| Modo Indicativo | Modo Indicativo  | Modo Subjuntivo  | Modo Subjuntivo | Modo Indicativo | Modo Indicativo | Modo Subjuntivo | Modo Subjuntivo | Modo Indicativo | Modo Indicativo | Modo Subjuntivo | Modo Subjuntivo |            |            |            |
| Singular        | Plural           | Singular         | Plural          | Singular        | Plural          | Singular        | Plural          | Singular        | Plural          | Singular        | Plural          |            |            |            |
| Primeira pessoa | liman            | limī             | limaon          | limaoty         | limatan         | limati          | limaton         | limatoty        | limēlen         | limēlin         | limēlon         | limēloty   |            |            |
| Segunda pessoa  | limā             | limāt            | limaō           | limaōt          | limatā          | limatāt         | limatō          | limatōt         | limēlē          | limēlēt         | limēloo         | limēloot   |            |            |
| Terceira pessoa | limas            | limasi           | limaos          | limaosy         | limatas         | limatasi        | limatos         | limatosy        | limēles         | limēlis         | limēlos         | limēlosy   |            |            |
| Modo Imperativo | limās            | limātās          |                 |                 |                 |                 |                 |                 |                 |                 |                 |            |            |            |
| Infinitivo      | limagon          | limagon          |                 |                 | limatagon       | limatagon       |                 |                 |                 |                 |                 |            |            |            |
| Particípio      | limare, limarior | limare, limarior |                 |                 |                 |                 |                 |                 |                 |                 |                 |            |            |            |

|                 | Presente         | Presente         | Presente        | Presente        |                 | Perfeito        | Perfeito        | Perfeito        | Perfeito        |                 | Imperfeito      | Imperfeito | Imperfeito | Imperfeito |
| Modo Indicativo | Modo Indicativo  | Modo Subjuntivo  | Modo Subjuntivo | Modo Indicativo | Modo Indicativo | Modo Subjuntivo | Modo Subjuntivo | Modo Indicativo | Modo Indicativo | Modo Subjuntivo | Modo Subjuntivo |            |            |            |
| Singular        | Plural           | Singular         | Plural          | Singular        | Plural          | Singular        | Plural          | Singular        | Plural          | Singular        | Plural          |            |            |            |
| Primeira pessoa | sōven            | sōvī             | sōvion          | sōvioty         | sōvetan         | sōveti          | sōveton         | sōvetoty        | sovīlen         | sovīlin         | sovīlon         | sovīloty   |            |            |
| Segunda pessoa  | sōvē             | sōvēt            | sōviō           | sōviōt          | sōvetā          | sōvetāt         | sōvetō          | sōvetōt         | sovīlē          | sovīlēt         | sovīlō          | sovīlōt    |            |            |
| Terceira pessoa | sōves            | sōvesi           | sōvios          | sōviosy         | sōvetas         | sōvetis         | sōvetos         | sōvetosy        | sovīles         | sovīli          | sovīlos         | sovīlosy   |            |            |
| Modo Imperativo | sōvēs            | sōvētēs          |                 |                 |                 |                 |                 |                 |                 |                 |                 |            |            |            |
| Infinitivo      | sōvegon          | sōvegon          |                 |                 | sōvetagon       | sōvetagon       |                 |                 |                 |                 |                 |            |            |            |
| Particípio      | sōvere, sōverior | sōvere, sōverior |                 |                 |                 |                 |                 |                 |                 |                 |                 |            |            |            |

#### Adjetivos
Adjetivos apresentam três classes declinações. Como os verbos, têm somente dois números – singular, usado para coletivos, e plural, usado para paucal. Os adjetivos podem anteceder o substantivo ou ficar depois do mesmo;  quando antecedem, há regras adicionais .
Muitas formas de elisão ou assimilação de adjetivos ocorrem com adjetivos que antecedem os substantivos::
- Com inflexões de duas sílabas (como kastoti em diversas classes c/ plural “rn -I plurals), a segunda sílaba geralmente se perde por elisão; o l -t no fim de palavras também desaparece diante de consoantes – comparar aderot ābrot ("para a mulher veloz") com adero Dovaogēdot ("para o puro (sem mácula) veloz").[19]
- Quando tal elisão produz no final da palavra um -z (como na classe rn –I) kasta se torna kastyzy (Caso Nominativo) e kastyzys (Caso Vocativo) nos plurais lunares), o -z final se torna mais fraco, vai para -s quando diante de consoante surda. — comparar kastys hobresse ("cabras tristes") com kastyz dāryssy ("reis tristes"), ambas  sendo formas de kastyzy, o nominativo lunar plural.[19]
- Se a sílaba em questão é vogal-consoante-vogal, então, apenas a vogal final é eliminada - comparar ānogro ēlȳro ("do Primeiro Sangue") paraēlȳr ānogro ("do Primeiro Sangue").[19]
- Considerando que formas instrumentais são geralmente listadas como contendo -s- ou -ss- ae que as comitativas geralmente contém -m- ou -mm-, alguns substantivos usam somente as formas s- em ambos os casos e alguns substantivos usam formas  m- em ambos casos.. Quando isso ocorre, a consoante em questão se submete à harmonia consoante, fazendo com que o uso do que de outra forma possa ser uma forma comitativo para um instrumental ou vice-versa, onde as formas parecem ser instrumentais ("por meio do ... homem", "por meio das ... chuvas"), apesar de serem comitativos ("acompanhando o ... homem", "acompanhado as... chuvas.[19]
- Finalmente, um  m no fim de uma palavra é cada vez menos comum em alto valiriano. Inflexões por contração que terminam em-m'são muitas vezespara assimilar-n' a menos que a palavra seguinte comece com uma vogal ou um consoante labial.[19]

##### Adjetivos de classe I
Adjetivos de Classe rn|I declinam de forma diferente para cada uma das quatro classes de substantivos. O caso exemplar é  kasta, cujo significado é “Azul ou Verde”. Como nas anteriores, nas tabelas a seguir, declinação de casos adjacentes são fundidas numa mesma célula da tabela; outros casos que compartilham as mesmas formas estão sublinhados.
|                  | Singular | Singular  | Singular  | Singular |          | Plural    | Plural    | Plural    | Plural             |  |
| Lunar            | Solar    | Terrestre | Aquático  | Lunar    | Solar    | Terrestre | Aquático  |           |                    |  |
| Nominativo       | kasta    | kastys    | kaston    | kastor   | kasti    | kastyzy   | kasta     | kastra    | Caso Nominativo    |  |
| Acusativo        | kaste    | kasti     | kaston    | kastor   | kastī    | kastī     | kasta     | kastra    | Acusativo          |  |
| Genitivo         | kasto    | kasto     | kasto     | kastro   | kastoti  | kastoti   | kastoti   | kastroti  | Caso Genitivo      |  |
| Dativo           | kastot   | kastot    | kastot    | kastrot  | kastoti  | kastoti   | kastoti   | kastroti  | Caso Dativo        |  |
| Locativo         | kastā    | kastȳ     | kastot    | kastrot  | kastoti  | kastī     | kastoti   | kastroti  | Caso Locativo      |  |
| Instrumentala    | kastosa  | kastosy   | kastoso   | kastroso | kastossi | kastossi  | kastossi  | kastrossi | Caso Instrumentala |  |
| Caso Comitativoa | kastoma  | kastomy   | kastomo   | kastromo | kastommi | kastommi  | kastommi  | kastrommi | Caso Comitativoa   |  |
| Vocativo         | kastus   | kastys    | kastos    | kastos   | kastis   | kastyzys  | kastas    | kastas    | Caso Vocativo      |  |
|                  | Lunar    | Solar     | Terrestre | Aquático | Lunar    | Solar     | Terrestre | Aquático  |                    |  |
| Singular         | Singular | Singular  | Singular  | Plural   | Plural   | Plural    | Plural    |           |                    |  |

Notas:
1. Ver Nota sobre Harmonia de consoantes e assimilação acima.

##### Adjetivos de classes II e III
Adjetivos Classes rn|II  e rn| III ambos se confundem entre suas formas, não fazendo distinção entre substantivos solares e lunares nem entre substantivos terrestres e aquáticos. A Classe rn|II tem ainda algumas sub-classes, ainda não pesquisadas em detalhe. Os exemplos usado aqui são da classe rn|II – adjetivo adere ("elegante, liso, escorregadio, rápido, breve ") e da classe rn|III -  adjetivo ēlie ("Primeira").
Os adjetivos da Classe rn|III também são modificados mudanças em suas vogais na elisão descrita acima. Quando uma forma lunar ou solar sofre elisão numa sílaba contendo -ȳ- (estão destacadas na tabela a seguir), esse -ȳ- é mudado para -io-; tal não ocorre nas formas aquáticas ou terrestres. Ver:
valosi ēlȳse — "com o Primeira homem" (valar é um substantivo Lunar da 1ª Declinação) 
ēlios valosi — "com o Primeiro homens"
daomȳssi ēlȳssi — "com as Primeiras chuvas"
ēlȳs daomȳssi — "com as Primeiras chuvas"
|                                                  | Solar / Lunar | Solar / Lunar | Terrestre / Aquático | Terrestre / Aquático |
| Singular                                         | Plural        | Singular      | Plural               |                      |
| ------------------------------------------------ | ------------- | ------------- | -------------------- | -------------------- |
| Nominativo                                       | adere         | aderi         | aderior              | aderiar              |
| Acusativo                                        | adere         | aderi         | aderior              | aderiar              |
| scope="row" style="font-style: normal;" Genitivo | adero         | aderoti       | aderȳro              | aderȳti              |
| Dativo                                           | aderot        | aderoti       | aderȳro              | aderȳti              |
| Locativo                                         | aderē         | aderoti       | aderȳro              | aderȳti              |
| Instrumentala                                    | aderose       | aderossi      | aderȳso              | aderȳssi             |
| Caso Comitativoa                                 | aderome       | aderommi      | aderȳmo              | aderȳmmi             |
| Vocativo                                         | aderes        | aderis        | aderios              | aderīs               |

|                                                  | Solar / Lunar | Solar / Lunar | Terrestre / Aquático | Terrestre / Aquático |
| Singular                                         | Plural        | Singular      | Plural               |                      |
| ------------------------------------------------ | ------------- | ------------- | -------------------- | -------------------- |
| Nominativo                                       | ēlie          | ēlī           | ēlior                | ēliar                |
| Acusativo                                        | ēlie          | ēlī           | ēlior                | ēliar                |
| scope="row" style="font-style: normal;" Genitivo | ēlio          | ēlȳtib        | ēlȳro                | ēlȳti                |
| Dativo                                           | ēliot         | ēlȳtib        | ēlȳrot               | ēlȳti                |
| Locativo                                         | ēliē          | ēlȳtib        | ēlȳrot               | ēlȳti                |
| Instrumentala                                    | ēlȳseb        | ēlȳssib       | ēlȳso                | ēlȳssi               |
| Caso Comitativoa                                 | ēlȳmeb        | ēlȳmmib       | ēlȳmo                | ēlȳmmi               |
| Vocativo                                         | ēlies         | ēlīs          | ēlios                | ēlīs                 |

Notas:
1. Ver Nota sobre assimilação na harmonia de consoantes acima.

## Línguas derivadas
No mundo dos romances e da série televisiva “World of A Song of Ice and Fire” – “Nine Free Cities of Essos” formas de falar o Alto Valiriano são descritas pelo personagem  Tyrion Lannister em  A Dance with Dragons como sendo "não somente um dialeto mas nove dialetos a caminho de virem a ser nove línguas saparadas". Nas cidades da “Baía dos Escravos” são falas línguas relacionadas, criadas a partir de uma versão de uma língua crioula do Valiriano cujo substrato são línguas locais Ghiscari.
Peterson descreveu a relação entre o alto valiriano e as linguagens das Cidades Livres como sendo semelhante à que existe entre latim clássico e as línguas românicas ou mais precisamente entre o árabe clássico e as variedades dessa língua. O alto valiriano é inteligível, embora com alguma dificuldade, a um falante de uma língua Essoana local.

### Valiriano Astapori
Si kizy vasko v’uvar ez zya gundja yn hilas. “E isso porque eu gosto das curvas dos seus quadris.”

— Astapori Valyrian, Game of Thrones, season 3, “Walk of Punishment -episode 3”
A primeira linguagem derivada do valiriano a ser destaque na série foi valiriano Astapiori, uma variedade da cidade de Astapor da “Baía dos Escravos”, que apareceu na 3ª temporada, 1º episódio -  “Valar Dohaeris".  Peterson criou um diálogo Astapori escrevendo o texto em alto valiriano e, em seguida, apicando uma série de mudanças na gramática e nos sons simulando as alterações nas línguas naturais que se dão durante um longo período de tempo.
Por exemplo, astapori valiriano perdeu todas as vogais longas (marcadas com um mácron) e muito dos ditongos, como no caso dos "Imaculados" (eunucos) que são chamados  Dovaogēdy [do.vao.ˈɡeː.dy] em Alto Valiriano, mas Dovoghedhy [do.vo.ˈɣe.ði] em Astapori. Similarmente, em Valiriano Astapori não há mais o sistema de casos gramaticais, ficando assim a ordem das palavras mais definida (Sujeito-Verbo-Objeto). Os quatro gêneros do alto valiriano se reduziram a dois, havendo dois artigos definidos: ji e vi. A tonicidade das sílabas é menos previsível do que no alto valiriano, mas em caso de ordens (comandos), a sílaba mais forte é sempre a última. (Ex.: ivetrá).

## Curso do Duolingo
Em 31 de Outubro de 2016, a Incubadora do site de curso de línguas Duolingo, começou a criação do curso de Alto Valíriano para falantes de Inglês, o curso foi publica em sua versão beta em 12 de Julho de 2017. Um dos principais contribuidores foi David J. Peterson.